# Brian George Hewitt
Brian George Hewitt (ur. 11 listopada 1949) – angielski językoznawca, kaukazolog i kartwelista. Dyrektor Zakładu Bliskiego i Środkowego Wschodu na Wydziale Studiów Afrykańskich i Orientalnych  Uniwersytetu Londyńskiego. Zainteresowany przede wszystkim językami abchasko-adygijskimi oraz językami kartwelskimi. W kwestii konfliktu abchasko-gruzińskiego zdecydowanie opowiada się po stronie abchaskiej.

## Niektóre publikacje
- Lingua Descriptive Studies: Abkhaz, 1979;
- Typology of Subordination in Georgian and Abkhaz, 1987
- Indigenous Languages of the Caucasus: North West Caucasus, 1989
- Abkhaz Routledge 1989
- Georgian: A Structural Reference Grammar. Benjamins J. 1995
- z Davidem Bennettem i Theą Bynon, Subject, Voice and Ergativity: Selected Essays, 1995
- Georgian: A learner's grammar. Routledge 1996
- The Languages of the Caucasus. SOAS 1998
- The Abkhazians: A Handbook, 1998
- Abkhazian Folklore (with grammatical introduction, translation, notes, and vocabulary). Lincom 2005